# Liste der Naturdenkmale in Berschweiler bei Kirn
Die Liste der Naturdenkmale in Berschweiler bei Kirn nennt die im Gemeindegebiet von Berschweiler bei Kirn ausgewiesenen Naturdenkmale (Stand 15. Juli 2013).

## Naturdenkmale
| Nr.         | Bezeichnung | Lage                                             | Beschreibung    | Bild                                    |
| ----------- | ----------- | ------------------------------------------------ | --------------- | --------------------------------------- |
| ND-7134-466 | Lebensbuche | südlich des Ortes; Abteilung Auf den Hübeln Lage | Fagus sylvatica | Direkt Bild zu diesem Denkmal hochladen |